# Via romana da Mérida a Saragozza (via XXV)
La via romana da Mérida a Saragozza è una delle Strade romane descritte nell'Itinerario antonino, che univa le città di Emerita Augusta (Mérida), e Caesaraugusta (Saragozza). Essa collegava l'altopiano e la valle dell'Ebro attraverso un cammino naturale che corre lungo le valli del Fiume Henares e del Fiume Jalón.
Viene convenzionalmente denominata Via Viginti Quinque Ispanica, Itinerario Antonino A-25 o Via XXV.

La penisola iberica nell'anno 125

## Itinerario
Nella tavola sottostante vengono descritti il tragitto e le distanze tra le città che attraversava come descritto nell'Itinerario. Nella colonna di sinistra viene mostrato il testo originale latino e in quella di destra la equivalente odierna, descritta in alcuni casi in modo approssimativo.
| Iter XXV (Via 25)                         | |
| Alio itinere ab Emerita Caesaraugusta 369 | Un altro itinerario da Mérida a Saragozza, 369 Miglia (la via 24 anche va da Mérida a Saragozza, ma passa per Salamanca) |
| Lacipea XX                                | Villar di Rena (Badajoz), 20 Miglia                                                                                      |
| Leuciana XXIV                             | Posizione sconosciuta, alcuni dicono che si tratta di Logrosán (Cáceres) e altri di Luciana (Città Reale), 24 Miglia     |
| Augustobriga XXII                         | Attualmente immersa nel Bacino di Valdecañas, 22 Miglia                                                                  |
| Toletum LV                                | Toledo, 55 Miglia |
| Titulciam XXXIV                           | Titulcia (Madrid), 34 Miglia                                                                                             |
| Complutum XXX                             | Alcalá di Henares, 30 Miglia                                                                                             |
| Arriaca XXII                              | Guadalajara, 22 Miglia                                                                                                   |
| Caesada XXIV                              | Espinosa di Henares, 24 Miglia                                                                                           |
| Segontia XXIV                             | Sigüenza, 24 Miglia |
| Arcobriga XXIII                           | Monreal di Ariza, 23 Miglia                                                                                              |
| Aquae Bilbilitanorum XXIV                 | Alhama di Aragona, 24 Miglia                                                                                             |
| Bilbilis XVI                              | Calatayud, 16 Miglia |
| Nertobriga XXI                            | Calatorao, 21 Miglia |
| Segontia XIV                              | Vicino a Bárboles, 14 Miglia                                                                                             |
| Caesaraugusta XIV                         | Saragozza, 14 Miglia |